# Colletotrichum orchidearum
Colletotrichum orchidearum är en svampart som beskrevs av Allesch. 1902. Colletotrichum orchidearum ingår i släktet Colletotrichum och familjen Glomerellaceae.   Inga underarter finns listade i Catalogue of Life.